# みんちゅう
みんちゅう（min-chu）は、2009年に開設された中古車検索サイト。正式名称は、みんなの中古車市場。

## 概要
- 2009年6月、「みんちゅう（みんなの中古車市場）」を開設。
- 2015年4月、「買取エージェント」を開設。
- 2017年
  - 6月、「360°VR画像」を設置。
  - 9月、一般社団法人「みんちゅう加盟店協会」を設立。
- 2020年9月、ベルギーサッカーリーグ1部に所属している「シント＝トロイデンVV」のスポンサーに就任。
- 2021年3月、JリーグJ1に所属している「湘南ベルマーレ」のオフィシャルクラブパートナーに就任。
- 2022年8月、「布施博」が公式アンバサダーに就任。
- 2023年12月、ふるさと映画祭2023にて舞台挨拶が行われた荻野由佳初主演の短編映画「素敵に餃子道」のスポンサーを務める。